# Andreas Hutt
Andreas Hutt (geboren 13. Mai 1967 in Kassel) ist ein deutscher Schriftsteller, der vor allem als Lyriker bekannt ist.

## Leben und Werk
Hutt studierte von 1988 bis 1994 Mathematik und Germanistik in Marburg. Außerdem vollzog er eine Ausbildung im Bereich literarisches Schreiben an der Bundesakademie für kulturelle Bildung in Wolfenbüttel, am Hessischen Literaturforum und im Kloster Irsee.
Seit der Jahrtausendwende schreibt er Kurzprosa, Lyrik und längere Erzählungen. Ab 2005 erschienen zahlreiche seiner Kurzgeschichten und Gedichte in Literaturzeitschriften und Anthologien. 2011 wurde ihm für den Text Der Wind und das Schweigen der Wiener Werkstattpreis verliehen. 2013 und 2017 war er Finalist des Irseer Pegasus. 2019 erschien der Gedichtband Transitzonen in der Edition FZA, 2021 folgte Schritt auf Schritt in der Edition Offenes Feld.
Darüber hinaus arbeitet Hutt als Gymnasiallehrer an der Lahntalschule in Biedenkopf für die Fächer Mathematik und Deutsch. Hutt lebt in Marburg.

## Auszeichnungen
- 2011: Wiener Werkstattpreis
- 2013 und 2017: Finalist beim 15. und 19. Irseer Pegasus
- 2014 und 2019: 3. Preis beim Stockstädter Literaturwettbewerb
- 2022: Nominierung zum Publikumspreis beim Feldkircher Lyrikpreis

## Einzelpublikationen
- Transitzonen. Gedichte. Edition FZA, Wien 2019, ISBN 978-3-903104-12-9
- Schritt auf Schritt. Gedichte. edition offenes feld, 2021, ISBN 978-3-752627596

## Belege
1. ↑  Andreas Hutt. In: LinkedIn. Abgerufen am 10. Mai 2023.
2. ↑  Transitzonen - Andreas Hutt. In: fza.or.at. Abgerufen am 10. Mai 2023.
3. ↑  Die edition offenes feld. In: offenesfeld.de. offenes feld e. V., abgerufen am 10. Mai 2023.
4. ↑  Andreas Hutt. In: offenesfeld.de. offenes feld e. V., abgerufen am 5. April 2021.
5. 1 2  Andreas Hutt – Autorenlexikon. In: Literaturport. Literarisches Colloquium Berlin e.V., abgerufen am 5. April 2021.
6. ↑  Andreas Hutt. In: Fixpoetry. Archiviert vom Original am 18. Mai 2021; abgerufen am 5. April 2021.
7. ↑  Walter Pobaschnig: „Wir müssen das Leben wiederentdecken“ Andreas Hutt, Schriftsteller - Marburg. In: Literatur outdoors. 26. Juli 2021, abgerufen am 10. Mai 2023.

| Personendaten    | Personendaten     |
| ---------------- | ----------------- |
| NAME             | Hutt, Andreas     |
| KURZBESCHREIBUNG | deutscher Lyriker |
| GEBURTSDATUM     | 13. Mai 1967      |
| GEBURTSORT       | Kassel            |